# King Tubby
King Tubby (nacido Osbourne Ruddock, 28 de enero de 1941 – 6 de febrero de 1989) fue un ingeniero  electrónico y de sonido jamaicano conocido por su influencia en el desarrollo de la música dub en las décadas de 1960 y 1970. Su revolucionario trabajo de estudio le hizo muy popular, elevando la categoría de productor e ingeniero de sonido a un nivel de reconocimiento creativo hasta entonces reservado para los compositores y músicos. En numerosas ocasiones se le ha citado como inventor del concepto de remix, por lo que puede verse su labor como antecedente directo de buena parte de la música electrónica de baile y de la producción electrónica.

## Biografía
La carrera musical de King Tubby comenzó en los años 1950 a medida que la escena de sound systems se iba haciendo progresivamente popular en Jamaica. Gracias a su talento reparando radios, Tubby encontró pronto que sus aptitudes eran muy demandadas por la mayoría de los principales sound systems de Kingston, ya que el clima tropical de la isla caribeña, junto a los actos de sabotaje cometidos por sound systems rivales, llevaban frecuentemente a averías y fallos de los equipos que requerían de arreglo. Tubby poseía una tienda de reparaciones electrónicas en Drumalie Avenue, Kingston, donde reparaba televisiones y radios. Es aquí donde comenzó a construir grandes amplificadores para los sound systems locales. En un momento dado, Tubby formó su propio sound system, Tubby's Hometown Hi-Fi, que se convirtió en uno de los favoritos de la gente gracias a la gran calidad de su equipo, los temas exclusivos y los efectos de sonido que el ingeniero introducía.

### Remixes
Tubby comenzó a trabajar en la producción de discos para el productor Duke Reid en 1968. Cuando se le pidió que llevara a cabo versiones instrumentales destinadas a las caras B de los discos y utilizadas mayoritariamente por los toasters de los sound systems para cantar sobre ellas, Tubby simplemente se dedicó a eliminar la parte vocal del tema con los controles de la mesa de mezclas. Pero pronto descubrió que estos temas instrumentales podían ser acentuados y reconfigurados gracias a esa misma mesa de mezclas y a través de otros aparatos que producían efectos de sonido.

### Producción de música dub
La labor de producción de King Tubby en los años 1970 le convertiría en una de las mayores celebridades en Jamaica, desarrollándose un interés por sus técnicas de producción entre productores, ingenieros de sonido y músicos de todo el mundo. Tubby alcanzó su vasto conocimiento de electrónica a partir de las reparaciones, adaptaciones y diseños que llevó a cabo con su propio equipo de estudio, lo que le permitió una combinación de viejos dispositivos con nuevas tecnologías para crear un estudio capaz de producir los sonidos precisos y atmosféricos que se convertirían en el sello de identidad del productor jamaiquino. Con una amplia variedad de unidades de efectos conectadas a su consola de mezclas, Tubby era capaz de "tocar" la mesa de mezclas como si de un instrumento se tratara, trayendo instrumentos y vocales dentro y fuera de la mezcla para crear un género completamente nuevo, la música dub.
Gracias a sus técnicas y reconocimiento, Tubby ha remezclado o llevado a cabo la labor de ingeniero de sonido para canciones de productores como Lee Perry, Bunny Lee, Augustus Pablo y Vivian Jackson que incluían a artistas como Johnny Clarke, Cornell Campbell, Linval Thompson, Horace Andy, Big Joe, Delroy Wilson, Jah Stitch y muchos otros.  

### Muerte
King Tubby fue disparado y asesinado el 6 de febrero de 1989 por un grupo de gente desconocido a las afueras de su casa de  Duhaney Park, cuando volvía a casa de su estudio en Waterhouse. Se piensa que el crimen fue consecuencia probablemente de un intento de robo.